# Åh buggi vuggi vuggi
"Åh buggi vuggi vuggi" er en sang af den danske gruppe Shu-bi-dua og er fra deres femtende album, Shu-bi-dua 15. Melodien er lånt fra James B. Kennedy og fra Knud Pheiffers gamle klaverleg "Åh, boogie voogie". Shu-bi-duas tekst er samfundssatirisk, idet den gør op med såvel statens -som borgernes overforbrug i samfundet. For i sidste ende går man fallit, påpeger bandet.

## Boogie woogie
Den gamle danske udgave af "Åh, boogie voogie" stammer fra 1942, men stilarten boogie-woogie er langt ældre. Den udviklede sig i Midtvesten formentlig omkring 1910 og bredte sig til Chicago i 1920erne, efter at mange afroamerikanere vandrede dertil fra Sydstaterne. Særligt fra slutningen af 1930'erne og frem blev boogien særdeles populær, især som dansemusik. Den udviklede sig senere til andre stilarter, f.eks. rock and roll i 1950'erne.

## Udgivelsen
Nummeret udkom som cd-single i 1995 og enkelte udgaver har haft "Parliamo italiano" med på udgivelsen. På trods af at "Åh buggi vuggi vuggi" ikke har været spillet særlig ofte til Shu-bi-duas koncerter, er det et nummer der fra tid til anden omtales som et særligt rockkendetegn for bandet.

## Medvirkende
- Michael Bundesen: Sang
- Michael Hardinger: Guitar, kor
- Claus Asmussen: Guitar, kor
- Jørgen Thorup: Klaver, el-orgel, kor
- Kim Daugaard: Bas
- Peter Andersen: trommer

### Yderligere medvirkende
- Nis Toxværd: Barytonsaxofon
- Mik Neumann: Tenorsaxofon
- Mads Hyhne: Basun
- Hendrik Sørensen: Trompet
- Jeppe Kaas: Trompet